# 피터하우스, 케임브리지
피터하우스(Peterhouse)는 1284년 엘리의 주교(Bishop of Ely) 휴 드 발샴(Hugh de Balsham)에 의해 설립된 영국의 케임브리지 대학교의 가장 오래된 구성 칼리지이다. 피터하우스에는 약 300명의 학부생과 175명의 대학원생, 54명의 펠로우가 있다.

## 수강 가능한 과정 목록
피터하우스의 수강 가능한 과정 목록이다.
- 앵글로색슨, 노르드 및 켈트
- 고고학
- 건축
- 아시아 및 중동 연구
- 화학 공학
- 고전
- 컴퓨터 과학
- 디자인
- 경제학
- 공학
- 영어
- 역사
- 역사 및 현대 언어
- 역사 및 정치
- 미술사
- 인문, 사회 및 정치 과학
- 법학
- 언어학
- 수학
- 의학
- 현대 및 중세 언어
- 음악
- 자연 과학(생물학, 화학, 물리학)
- 철학
- 신학, 종교 및 종교 철학

케임브리지에서 제공하지만 피터하우스에서 수강할 수 없는 과정이 여러 개 있다. 교육학, 지리학, 토지 경제학, 심리 및 행동 과학, 수의학이다.

## 같이 보기
- 전문대학
- 단기대학
- 칼리지
- 미국의 커뮤니티 칼리지
- 케임브리지 대학교의 칼리지들